# حبسة خان
حبسه خان ((بالكردية: حەپسەخان)‏ ) ناشطة نسوية كردية مبكرة وزعيمة قومية أسست أول مدرسة نسائية في العراق. كانت المنظمة تسمى جمعية المرأة الكردية.
ولدت عام 1891 في السليمانية لعائلة كردية بارزة. كانت ابنة الشيخ معروف وسلمى خان. في عام 1926 لعبت دورًا مهمًا في تأسيس أول مدرسة للبنات في السليمانية "من خلال الانتقال من منزل إلى منزل مع المعلمين لتسجيل أكبر عدد ممكن من الفتيات، وحتى إقناع الآباء بإرسال بناتهم إلى المدرسة". وصفت المصورة الألمانية لوت إيريل هبسة خان بأنها امرأة "يستيقظ زوجها عندما تدخل الغرفة".
تزوجت خان في عام 1920 من الزعيم الكردي الشيخ قادر حفيظ، شقيق محمود برزنجي، الذي لعب دورًا قياديًا في المقاومة الكردية للاحتلال البريطاني. لعب خان دورًا في الثورة بتمويلها وإقناع الآخرين بالانضمام إليها وتنظيم الاحتجاجات في السليمانية.
أرسل خان في عام 1930 رسالة إلى عصبة الأمم، يدعو فيها إلى الحقوق الكردية والدولة الكردية. عندما أسس قاضي محمد جمهورية مهاباد عام 1946، أيد قرار إعلان الاستقلال.
تحول منزلها بعد وفاتها عام 1953 إلى مدرسة. لا تزال خان لها تأثير قوي على المرأة الكردية الحديثة. في شباط / فبراير 2019، أفادت صحيفة "كوردستان 24" أن الفائزة في مسابقة أزياء في السليمانية استندت في تصميمها لزي تقليدي على طراز حبسة خان.